# Efraïm (patriarca)
|  | Aquest article tracta sobre el patriarca bíblic. Si cerqueu el patriarca d'Antioquia, vegeu «Efraïm d'Antioquia». |

A l'Antic Testament, Efraïm (hebreu: אפרים בן-יוֹסֵף, Epráyim ben Yôsēp‎) és el segon fill de Safenat-Panèah (el nom egipci de Josep, fill del patriarca Jacob) i la noble egípcia Assenat, filla de Putifar. Abans de morir, el seu avi Jacob l'adoptà com a fill i el beneí com a cap d'una de les futures tribus d'Israel i li concedí donar-li nom, així es fundà la tribu d'Efraïm.
Va tenir tres fills:
- Xutèlah, pare d'Eran.
- Bèquer o Bèred
- Tàhan o Tàhat
- Eladà
- Zabad
- Ézer
- Elad

Ézer i Elad van ser assassinats per nets del patriarca Gad quan els van descobrir robant bestiar a les seves terres. Efraïm es posà molt trist i li costà recuperar-se d'aquell cop. Passat el dol, amb la seva esposa van tenir un altre fill:
- Berià, pare de:
  - Xeerà, una filla
  - Rèfah, pare de Rèixef, pare de Tèlah, pare de Tàhan, pare de Ladan, pare d'Ammihud, pare d'Elixamà, pare de Non, qui va ser el pare d'Oixea, a qui Moisès canvià el nom pel de Josuè.[5]